# On a Night Like This
«On a Night Like This» — песня австралийской певицы Кайли Миноуг, выпущенная 11 сентября 2000 года на лейбле Parlophone как второй сингл с её седьмого студийного альбома Light Years. Авторами композиции выступили Стив Торч, Грэм Стек, Марк Тейлор и Брайан Роулинг, а продюсерами — Грэм Стек и Марк Тейлор. Изначально песня предназначалась для шведской певицы Пандоры, однако по неизвестным причинам песню вскоре передали Кайли Миноуг. «On a Night Like This» — песня в стиле данс-попа с элементами европопа, которая описывает любовные впечатления исполнительницы ночью.

## История создания и запись
После ухода с лейбла Deconstruction Records в 1999 году, Кайли Миноуг подписала контракт с британским лейблом Parlophone в том же году, и начала запись альбома Light Years (2000). В 2000 году певица выпустила композицию «Spinning Around», имевшую успех в Австралии и Европе, и начала готовиться к выпуску следующего сингла. Изначально «On a Night Like This» была написана для шведской певицы Пандоры. Авторами песни выступили Стив Торч, Грэм Стек, Марк Тейлор и Брайан Роулинг, а Стек и Тэйлор также спродюсировали трек. Пандора записала песню для своего альбома No Regrets (1999), но композиторы пластинки полагали, что песня не достигнет такого большого успеха, на который они надеялись. В итоге они передали этот трек лейблу Parlophone, предложив записать его Миноуг, что она и сделала. Греческая певица Анна Висси также получила права на запись песни и записала её для своего альбома Everything I Am (2000), инструментал которой значительно отличался от версий Миноуг и Пандоры.
«On a Night Like This» была выпущена 11 сентября 2000 года на лейбле Parlophone как второй сингл с альбома Кайли Миноуг Light Years. Первый CD-сингл вышел в Австралии и Новой Зеландии. Он включал в себя оригинальную версию песни, три ремикса и видеоклип. Во второй CD вошла сама песня, её ремикс, ремикс на сингл «Your Disco Needs You», а также песня «Ocean Blue», расположенная на обратной стороне сингла. Британские и европейские CD имели похожий трек-лист, однако в них не хватало по одному ремиксу с предыдущих CD. Диск, выпущенный во Франции, включал в себя песни «On a Night Like This» и «Ocean Blue». Вскоре, CD для Австралии и Новой Зеландии были переизданы на Тайване компанией EMI Music.
Ближе к концу 2000 года рекорд-лейбл Dance Factory выпустил виниловый сингл, который имел такой же трек-лист, как и CD для Австралии и Новой Зеландии. Два виниловых диска были выпущены в Великобритании. Последним форматом сингла стала компакт-кассета, выпущенная в Европе. На обеих сторонах кассеты находились оригинальная версия песни и два ремикса. Обложка сингла была снята на Ивисе Винсентом Петерсом. На обложке изображена Миноуг, лежащая перед морем на мраморной поверхности. Эта фотография также вошла в буклет альбома Light Years. По словам Миноуг, обложка переплетается с концепцией «солнце, пляж, веселье, гламур», с которой она хотела поэкспериментировать на альбоме Light Years. Британский дизайнер и друг Кайли Миноуг Уильям Бейкер отметил хорошее качество обложки.

## Музыка и текст песни
«On a Nihgt Like This» была описана Ником Левином из Digital Spy и радиостанцией Pandora как песня в стиле данс-поп с элементами диско. Кайли записала песню в начале 2000 года на Dreamhouse Studios в Лондоне. Композиция была смикширована Марком Тэйлором и Грэхэмом Стэком. По словам ведущего радиостанции Pandora, инструментовка песни состоит из струнных, акустических гитар, клавишных и синтезаторов. Припевы и предприпевы сопровождаются бэк-вокалом. В соответствии с нотами, опубликованными Universal Music, песня написана в тональности до минор с темпом 130 ударов в минуту. Вокал Миноуг занимает диапазон от B♭3 до C5. Сама песня записана в последовательности аккордов Cm-B♭-Fm7-B♭-Cm-B♭-FM7-B♭-Cm-B♭/C-Fm7/C-B♭/C в куплетах, и Cm-B♭/C-A♭-B♭ в припевах. Лирически композиция затрагивает темы любви и взаимоотношений. Скотт Кара из новозеландской газеты New Zealand Herald охарактеризовал «On a Night Like This» как заводную клубную поп-песню. Рецензент из британского журнала NME сравнил диско-звучание песни с совместным треком Спиллера и английской певицы Софи Эллис-Бекстор «Groovejet (If This Ain’t Love)». Филипп Матусевейдж в своей рецензии для MusicOMH похвалил песню за присутствие в ней элементов европопа.

## Список композиций
Австралийский CD 1
1. «On a Night Like This» — 3:32
2. «On a Night Like This» [Rob Searle Mix] — 7:58
3. «On a Night Like This» [Motiv8 Nocturnal Vocal Mix] — 7:31
4. «On a Night Like This» [Bini and Martini Club Mix] — 6:34
5. «On a Night Like This» [Video]

Британский CD 1
1. «On a Night Like This» — 3:32
2. «Ocean Blue» — 4:22
3. «Your Disco Needs You» [Almighty Mix] — 8:22
4. «On a Night Like This» [Enhanced Video]

Европейский CD 1 / Австралийский CD 2
1. «On a Night Like This» — 3:32
2. «Ocean Blue» — 4:22
3. «Your Disco Needs You» [Almighty Mix] — 8:22
4. «On a Night Like This» [Halo Mix] — 8:05

Британский CD 2
1. «On a Night Like This» — 3:32
2. «On a Night Like This» [Rob Searle Mix] — 7:58
3. «On a Night Like This» [Motiv8 Nocturnal Vocal Mix] — 7:31

Европейский CD 3
1. «On a Night Like This» — 3:32
2. «Ocean Blue» — 4:22
3. «On a Night Like This» [Video]

Европейский 2012 (Abbey Road Version) CD-сингл
1. «On a Night Like This» — 3:03
2. «On a Night Like This» (Instrumental) — 3:01

## Чарты
| Чарт (2000)                         | Высшая позиция |
| ----------------------------------- | -------------- |
| Австралия (ARIA Charts)             | 1              |
| Бельгия (Фландрия) (Ultratop)       | 29             |
| Бельгия (Валлония) (Ultratop)       | 3              |
| Нидерланды (MegaCharts)             | 64             |
| Финляндия (Suomen virallinen lista) | 20             |
| Франция (SNEP)                      | 69             |
| Германия (Media Control Charts)     | 72             |
| Ирландия (Irish Singles Chart)      | 16             |
| Новая Зеландия (Recorded Music NZ)  | 35             |
| Швеция (Sverigetopplistan)          | 31             |
| Швейцария (Schweizer Hitparade)     | 51             |
| Великобритания (UK Singles Chart)   | 2              |